# Vestkysten
Vestkysten var ett danskt fiskekontroll- och sjöräddningsfartyg, som levererades 1987 till Fiskeristyrelsen av Marstal Stålskibsværft og Maskinfabrik i Marstal i Danmark.
Vestkysten kompletterade 1985 Nordsøen (1968), stationerad i Esbjerg. De två var de största av Fiskerstyrelsens kontrollfartyg och de enda av dem som opererade i Nordsjön och Skagerrak. Deras huvudsakliga arbetsområde var fiskerikontroll, men de var bägge också utrustade för nödbogsering, och ingick i Danmarks beredskapsstyrka för sjöräddning. 
Den äldre Nordsøen togs ur Fiskeristyrelsens tjänst 2013 och hennes namne Nordsøen (2022) ersatte Vestkysten 2022.